# Dorfkirche Grünow (bei Prenzlau)

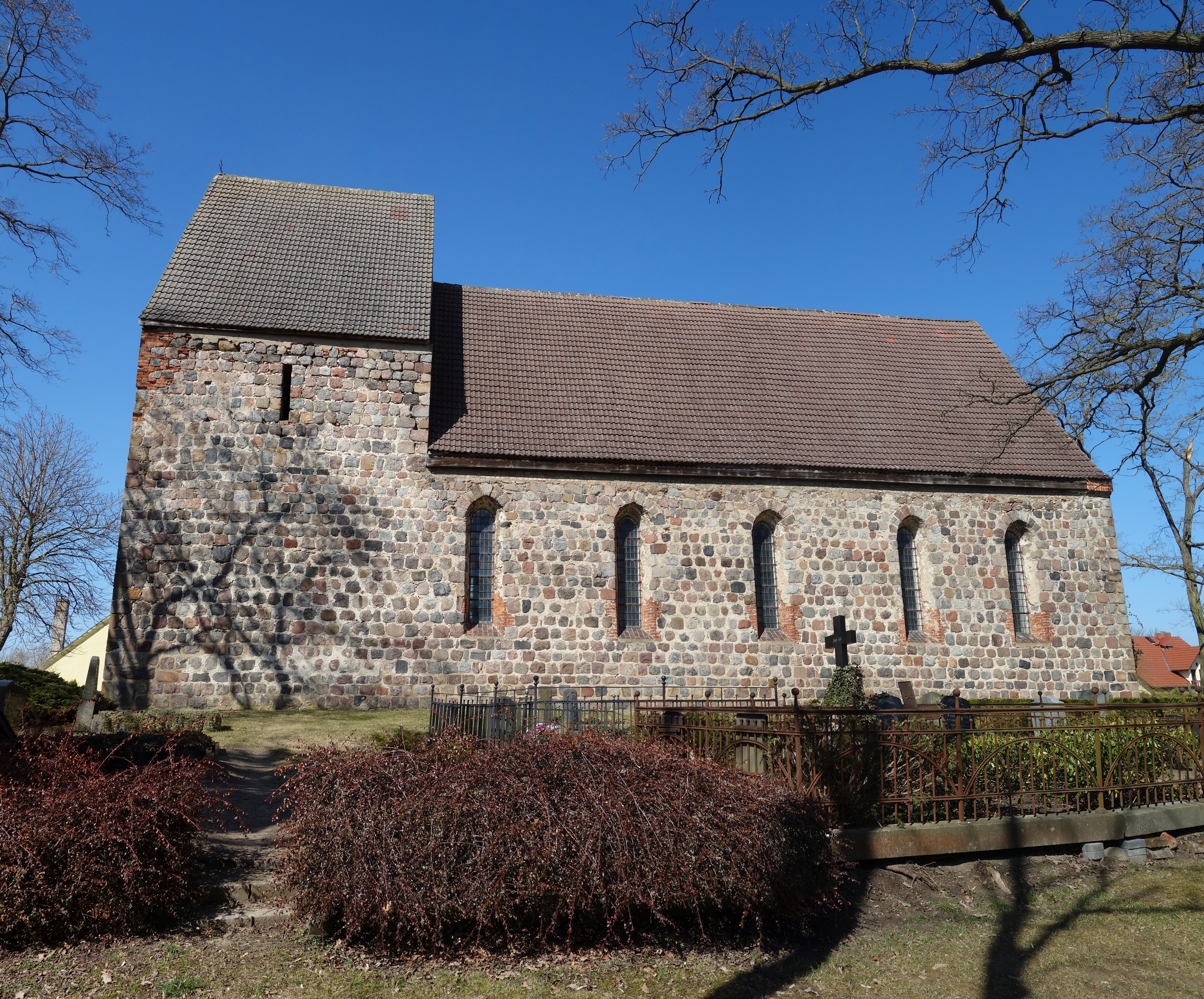
Dorfkirche Grünow (bei Prenzlau)

Die evangelische, denkmalgeschützte Dorfkirche Grünow (bei Prenzlau) steht in Grünow, einer Gemeinde im Landkreis Uckermark von Brandenburg. Die Kirche gehört zum Pfarrsprengel Drense im Kirchenkreis Uckermark der Evangelischen Kirche Berlin-Brandenburg-schlesische Oberlausitz.

## Beschreibung
Die Feldsteinkirche wurde in der zweiten Hälfte des 13. Jahrhunderts gebaut. Sie besteht aus einem Langhaus und einem Kirchturm in Breite des Langhauses im Westen. Nach den im Zweiten Weltkrieg erlittenen Schäden wurde sie bis 1959 restauriert. An der Westseite des Kirchturms befindet sich das Portal mit einem spitzbogigen Gewände. Darüber sitzt ein Ochsenauge mit einem Gewände aus Backsteinen. Im 19. Jahrhundert wurden die Lanzettfenster in den Längswänden nach unten in Backsteinen verlängert und der Giebel im Osten erneuert. 
Der Innenraum ist mit einer Holzbalkendecke überspannt. Unter der Empore im Westen wurde eine Winterkirche abgeteilt. Die Orgel mit sechs Registern auf einem Manual und Pedal wurde 1961 von Karl Gerbig unter Verwendung von Prospektteilen der Vorgängerorgel aus der ersten Hälfte des 18. Jahrhunderts erbaut.